# Senner Pferd

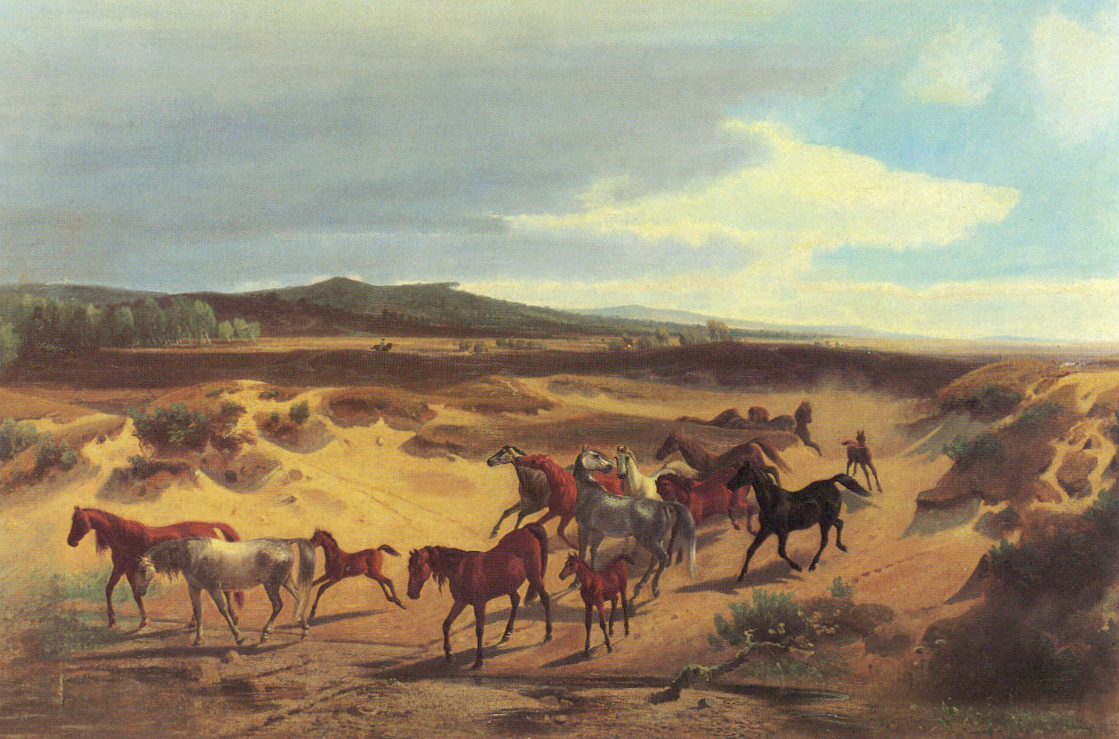
Senner Pferde in der Senne, um 1860 gemalt von Carl Rötteken (Landschaft) und Gustav Quentell (Pferde)

Das Senner Pferd ist ein leichtes, mittelgroßes Pferd im Typ des Anglo-Arabers. Es ist elegant und temperamentvoll. Alle Farben sind möglich. Das Stockmaß liegt bei 159 bis 165 cm. In der Roten Liste der Gesellschaft zur Erhaltung alter und gefährdeter Haustierrassen e. V. (GEH) wird der Bestand des Senner Pferdes als extrem gefährdet eingestuft.
Hintergrundinformationen zur Pferdebewertung und -zucht finden sich unter: Exterieur, Interieur und Pferdezucht.

## Exterieur/Interieur
Senner sind als Reitpferde gezüchtet worden. Sie sind harte, genügsame Pferde mit guten Reitpferdepoints. Bemerkenswert ist ihre sehr gute Fruchtbarkeit. Die Tiere werden vor allem im Vielseitigkeitssport und im Springsport eingesetzt.
Als ursprüngliche Merkmale des Senner Pferdes gelten gelegentlich auftretender Aalstrich und erkennbare Zebrierung an den Beinen der Fohlen. Erst ab einem Alter von 5 Jahren kann man allen Pferden Grundfarben zuordnen.

## Zuchtgeschichte
Das Senner Pferd gilt als eine der ältesten bekannten Pferderassen Deutschlands. Wilde Pferde im Heidegebiet der Senne wurden 1160 erstmals urkundlich erwähnt. Im Mittelalter galten die Senner Pferde als begehrte Rasse. Bernhard I. von Oesede, der Bischof von Paderborn, gab in einer Schenkung den dritten Teil seiner ungezähmten Stuten an das von ihm begründete Kloster Hardehausen. Als 1493 im Auftrag der Gemahlin des Grafen Bernhard VII. von Lippe der Bestand der wilden perde erfasst wurde, ergab sich die Zahl von 64 Individuen, darunter 23 Mutterstuten und 18 Fohlen, was schon damals auf eine gute Fruchtbarkeit schließen lässt. Das seit dem 16. Jahrhundert existierende Gestütsgebäude, bei dem fürstlich-lippischen Jagdschloss Lopshorn in der Senne gelegen, diente der verhältnismäßig kontrollierten Zucht und Bestandsüberwachung. Bis in das frühe 20. Jahrhundert bestand ein Wildbahngestüt.
Ab Ende des 17. Jahrhunderts wurden arabische Vollblüter eingekreuzt, Ende des 18. Jahrhunderts englische Vollblüter und Anglo-Araber, die bis heute den Typ der Senner Rasse mitbestimmen.
Bis 1803 wurden die Tiere ganzjährig in der Wildbahn gehalten, danach verzichtete man im Winter auf die Haltung im Freien.
Der Zuchtverband für Senner Pferde e. V. führt nach § 7 Tierzuchtgesetz das Ursprungszuchtbuch für die Senner.

## Bedeutung der Senner für die Heide in der Senne
Über 80 Jahre lang weideten die Senner nicht mehr in der Senne. Seit 2000 werden einige Senner Wallache und Stuten für die Beweidung von Grasflächen des Naturschutzgebiets Moosheide in der Senne genutzt und auf über 20 ha trockener Grasfläche gehalten. Dieses Projekt soll zum einen dem Erhalt der Landschaftsform dienen, denn durch ihr Fraß- und Trittverhalten hatten sie Einfluss auf die Vegetation der Heidelandschaft. 
Zum anderen sollten Eigenschaften der Pferde erhalten bleiben. Da die Sennelandschaft sehr nährstoffarm ist und wenig Wasserstellen bietet, sind die Senner sehr ausdauernd und gesund.